# 格拉尼特納亞山
72°8′S 11°38′E / 72.133°S 11.633°E
格拉尼特納亞山（英語：Granitnaya Mountain）是南極洲的山峰，位於東部南極洲的毛德皇后地，屬於沃爾塔特山脈的一部分，處於斯凱德紹弗登山以東，海拔高度2,880米，由德國探險隊發現。